# Matt Gibson (Snookerspieler)
Matt Gibson (* 7. Mai 1953) ist ein ehemaliger schottischer Snookerspieler, der zwischen 1981 und 1994 für dreizehn Saisons Profispieler war. Als Sieger der schottischen Meisterschaft in die Profikarriere gestartet, erreichte er während dieser zweimal das Endspiel der Scottish Professional Championship und die Runde der letzten 32 der Matchroom Trophy 1985 sowie Rang 60 der Snookerweltrangliste.

## Karriere
Gibson machte erstmals auf sich aufmerksam, als er 1972 das Finale der britischen U19-Meisterschaft erreichte und – unter anderem nach einem Sieg über Graham Cripsey – in diesem gegen Tony Knowles verlor. 1974 nahm der Schotte an den Pontins Spring Open teil und schied im Achtelfinale gegen Eddie Charlton aus, bevor er bei der Ausgabe des nächsten Jahres in der Runde der letzten 32 Geoff Thomas unterlag. Nachdem er bei der Ausgabe 1976 an gleicher Stelle gegen Mike Watterson verloren hatte, schied er 1977 im Viertelfinale der schottischen Meisterschaft und gegen George Scott im Achtelfinale der Qualifikation für die English Amateur Championship aus. Im nächsten Jahre zog er bei der Scottish Open Championship erneut in ein Finale ein, das er mit 6:4 gegen Bill McKerron gewann. Zwar schied er 1980 sowohl bei den Pontins Spring Open als auch bei den Pontins Camber Sands Open in der Runde der letzten 32 aus, doch bei der schottischen Meisterschaft im selben Jahr erreichte er erneut ein Endspiel, in dem er sich mit einem 11:4-Sieg über Ronnie Millar zum schottischen Meister kürte. Kurz danach nahm er an der Amateurweltmeisterschaft teil, bei der er noch in der Gruppenphase ausschied. Ein Jahr später wurde er – als einer der ersten Schotten in dieser Zeit – Profispieler.
Bereits Mitte 1981 nahm Gibson an der Scottish Professional Championship teil, bei der er Bert Demarco und Jim Donnelly besiegte und das Finale erreichte, in dem er sich aber Ian Black geschlagen geben musste. Auch während seiner ersten Profisaison war die Scottish Professional Championship ein Lichtblick, denn Gibson verlor generell viele Spiele, erreichte bei diesem Turnier aber das Halbfinale. Mit ähnlich vielen Niederlagen verliefen die nächsten beiden Spielzeiten für Gibson, auch wenn er mehrfach Spiele gewinnen konnte und einige Male bereits in der finalen Qualifikationsrunde stand, dann aber ausschied, wie zum Beispiel bei der Snookerweltmeisterschaft 1984. Erst im Laufe der Saison 1984/85 glückte ihm sein erster Einzug in eine Hauptrunde eines Ranglistenturnieres, als er diese sowohl bei der UK Championship als auch bei den British Open erreichte. Zudem zog er bei der Scottish Professional Championship erneut ins Halbfinale ein. Die Saison beendete er erstmals mit einer Weltranglistenplatzierung; er belegte nun Rang 81. Nachdem er in der folgenden Saison zwei weitere Male in einer Runde der letzten 64, der ersten Hauptrunde, und bei der Matchroom Trophy in der Runde der letzten 32 verloren hatte, verbesserte er sich auf Platz 60. Des Weiteren besiegte er bei der diesjährigen Ausgabe der Scottish Professional Championship Eddie Sinclair und John Rea und erreichte damit zum zweiten Mal das Endspiel, das er erneut verlor, diesmal mit 5:10 gegen Stephen Hendry.
Während den nächsten beiden Spielzeiten, insbesondere aber in der Saison 1986/87, erreichte Gibson noch einige Hauptrunden. Hinzu kam eine Halbfinalteilnahme bei der Scottish Professional Championship 1988, wobei er die gleiche Runde auch bei der Ausgabe 1989 erreichte. Zwar erzielte er während der Saison 1988/89 außerdem einige gute Ergebnisse bei Turnieren der Serie WPBSA Non-Ranking, doch er schaffte es nicht, in eine weitere Hauptrunde eines Ranglistenturnieres einzuziehen. Infolgedessen war er bis zum Saisonende auf Rang 112 abgerutscht. Nachdem er während der anschließenden Spielzeit bei den Hong Kong Open wieder einmal in eine Hauptrunde eingezogen war, verbesserte er sich zwar kurzzeitig um zwei Plätze auf Rang 110, doch bereits ein Jahr später belegte er nur noch Rang 115, da er im Laufe der Saison 1990/91 bei keinem einzigen Ranglistenturnier die Hauptrunde erreicht hatte. Da er auch in den folgenden drei Saisons nicht mehr in eine Hauptrunde einziehen konnte, rutschte er auf Platz 161 ab und beendete 1994 nach dreizehn Saisons seine Profikarriere.

## Erfolge
| Ausgang         | Jahr | Turnier                            | Finalgegner    | Ergebnis |
| --------------- | ---- | ---------------------------------- | -------------- | -------- |
| Amateurturniere |      |                                    |                |          |
| Zweiter         | 1972 | Britische U19-Meisterschaft        | Tony Knowles   | 0:3      |
| Sieger          | 1978 | Scottish Open Championship         | Bill McKerron  | 6:4      |
| Sieger          | 1980 | Schottische Snooker-Meisterschaft  | Ronnie Millar  | 11:4     |
| Profiturniere   |      |                                    |                |          |
| Zweiter         | 1981 | Scottish Professional Championship | Ian Black      | 7:11     |
| Zweiter         | 1986 | Scottish Professional Championship | Stephen Hendry | 10:5     |